# Писменост на маите
Писмеността на маите е била изнамерена и използвана от някои племена от индианската цивилизация на маите на територията на днешните Мексико, Гватемала и Белиз.

## История

### Възникване и разпространение
Може би противно на общоприетото схващане, маите били (и още са) група от родствено и културно свързани народности отколкото еднородна цивилизация. Не само, че били политически необединени, но и езиците, на които говорели, често били неразбираеми помежду си. Писмената система, получила названието писменост на маите, е била изнамерена от народностите Ch'olan и Tzeltalan, а по-късно адаптирана и за нуждите на Yucatec. Най-ранните находки са от около 250 г. пр.н.е., като най-много източници има от т.нар. Класически период (200 – 900 г.). Намерени са общо към 10 000 отделни текста върху най-разнообразни носители – не само каменни стели, но също така и кости, дървена кора, скъпоценни камъни, керамични съдове и хартия.
Завладяването на земите на маите от испанците от 16 век нататък, съчетано с налагането на католицизма на подчинените племена бележи края на използването на писмеността. Най-вероятно окончателно престанала да бъде използвана скоро след завладяването на последните две независими майски държавици през 1697 г.

### Разчитане
През 1566 г. – около половин век след началото на конкистата на района от испанците – епископът на Юкатан, Диего де Ланда, съставил ръкопис, отбелязващ съответствия между звуци от испанския език и глифи от замиращата писменост на маите. Открит през 1862 от френски изследовател, този ръкопис допринесъл много в по-нататъшните опити за разгадаване на вече тайнствените знаци.
Началото на разкодирането на майските глифи било поставено през 50-те години на 20 век, когато руският етнолог Юрий Кнорозов направил предположения, които въпреки че първоначално не били възприети от останалите изследователи, се оказали правилни. С малки изключения, след 80-те писмеността се счита вече за разчетена.

## Особености
Писмеността съдържа около 550 глифа, представляващи думи, и около 150 глифа, обозначаващи срички, което я определя като логосилабична писменост. Голяма част от сричките, обаче, могат да бъдат представени от повече от един глиф. Има около стотина знака за представяне на имена, места и божества.
Интерес представлява начинът на писане – малки групички от един до пет глифа формират блокове от глифи, които придават специфичната красота на писмеността. На свой ред блоковете от глифи се групират по двойки, като от двата блока се чете първо левият, а самите двойки се четат от горе надолу. Най-накрая, тези своеобразни колони се полагат от ляво надясно.